# Friedrich von Hagedorn
Friedrich von Hagedorn (23. april 1708 i Hamburg - 28. oktober 1754 sammesteds) var en tysk digter.  
Hagedorn studerede først jura i Jena og var derefter 1726—29 sekretær hos den danske gesandt i London, hvor han blev i stand til at dyrke studiet af engelsk litteratur og sprog. I 1733 knyttedes han til et gammelt handelsselskab English Court i Hamburg, og den uafhængige stilling, han derved vandt, indvirkede gunstigt på hele hans litterære position. Der samledes en udvalgt vennekreds om ham, som trådte i skranken for den gode smag. Han udgav 1729 Versuch einiger Gedichte, i lighed med Hoffmannswaldaus og Brockes’ poesi, men først med sin om La Fontaines lethed i versifikationen mindende samling, Versuch in poetischen Fablen und Erzählungen (1738), der efterfulgtes af Oden und Lieder og Moralische Gedichte, der er påvirkede af Horats, viste han egentlig digterisk talent. Hans Poetische Werke udkom i 7 bind (1756), senere ved Eschenburg med levnedsbeskrivelse (1800).